# Alur jezik
Alur jezik (aloro, alua, alulu, dho alur, jo alur, lur, luri; ISO 639-3: alz), jedan od 24 luo jezika koji čini samostalnu i istoimenu podskupinu unutar šire skupine Alur-Acholi. Govori se u Demokratskoj Republici Kongo i Ugandi, ukupno 1 367 000 ljudi. U D. R. Kongu raširen je u provinciji Orientale (750 000; Johnstone 2001), a u Ugandi (617 000; 2002 popis) u distriktima Nebbi (sjeverno od Albertovog jezera), Arua i Yumbe.
Ima nekoliko dijalekata: jokot, jonam, ngora, mambisa i wanyoro. Novine; radio program.

## Vanjske poveznice
- Ethnologue (14th)
- Ethnologue (15th)